# Cynthia lucasii
Cynthia lucasii är en fjärilsart som beskrevs av William Henry Miskin 1889. Cynthia lucasii ingår i släktet Cynthia och familjen praktfjärilar. Inga underarter finns listade i Catalogue of Life.